# صراعات الرعاة والمزارعين في نيجيريا

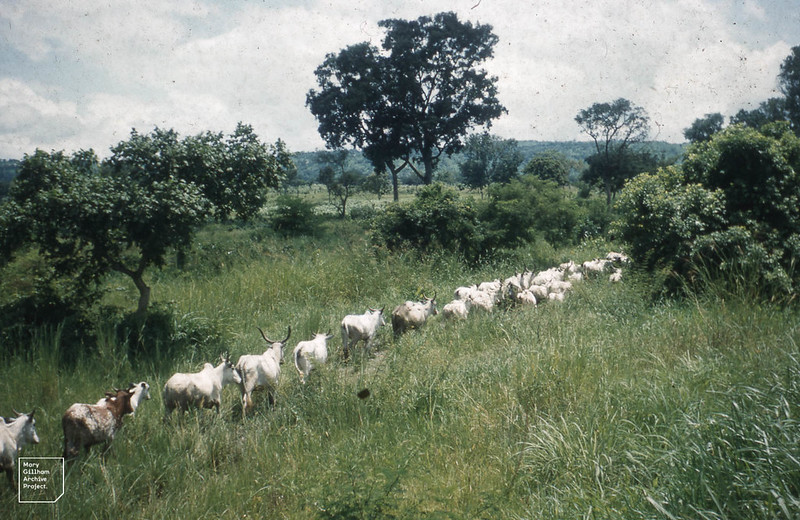
قطيع الماشية من خلال السافانا في طريقهم إلى لاغوس في 1960

صراعات الرعاة والمزارعين في نيجيريا تُعرف أيضًا باسم إرهاب رعاة الفولاني اشتملت النزاعات بين الرعاة والمزارعين في نيجيريا بشكل أساسي على نزاعات حول موارد الأرض بين رعاة الفولاني المسلمين ومعظم المزارعين المسيحيين في جميع أنحاء نيجيريا، ولكنها كانت أكثر تدميرًا في الحزام الأوسط (شمال وسط) منذ عودة الديمقراطية في عام 1999. ولكن في الآونة الأخيرة تدهورت إلى هجمات إرهابية على المزارعين من قبل رعاة الفولاني رابع أكثر الجماعات المسلحة فتكًا في العالم وفقًا لمؤشر الإرهاب العالمي. وقد نُفِّذت هذه الهجمات دون عقاب ولم تعتقل الحكومة النيجيرية أي من مسلحي الفولاني حتى الآن. تعرض الرئيس النيجيري محمد بخاري لانتقادات بسبب غض الطرف عن الفظائع التي ارتكبها أقاربه وعدم قدرته على إصدار مذكرة توقيف بحق الرعاة. وقعت هجمات في شمال غرب نيجيريا ضد مزارعين معظمهم من الهوسا. في حين أن الصراع له أسباب اقتصادية وبيئية أساسية، فقد اكتسب أبعادًا دينية وعرقية. لقي آلاف الأشخاص مصرعهم منذ بدء هذه الهجمات. غالبًا ما تكون المجتمعات الريفية الزراعية المستقرة هدفًا للهجمات بسبب ضعفها. هناك مخاوف من أن ينتشر هذا الصراع إلى دول أخرى في غرب إفريقيا، لكن غالبًا ما قللت الحكومات في المنطقة من أهمية هذا الصراع. كما أدت الهجمات على الرعاة إلى الانتقام من خلال مهاجمة المجتمعات الأخرى.

## أسباب الصراع

### خلفية
منذ تأسيس الجمهورية النيجيرية الرابعة في عام 1999 تسبب عنف المزارعين والرعاة في مقتل أكثر من 19.000 شخص وتشريد مئات الآلاف غيرهم. اتبعت اتجاهاً في زيادة النزاعات بين المزارعين والرعاة في معظم أنحاء غرب الساحل، بسبب توسع السكان الزراعيين والأراضي المزروعة على حساب المراع، وتدهور الظروف البيئية والتصحر وتدهور التربة والنمو السكاني وانهيار الآليات التقليدية لحل النزاعات الخاصة بالنزاعات على الأراضي والمياه وانتشار الأسلحة الصغيرة والجريمة في المناطق الريفية. أدى انعدام الأمن والعنف بالعديد من السكان إلى إنشاء قوات للدفاع عن النفس وميليشيات عرقية وقبلية، شاركت في مزيد من العنف. وقعت غالبية الاشتباكات بين المزارعين والرعاة بين رعاة الفولاني المسلمين والمزارعين المسيحيين، مما أدى إلى تفاقم العداوات العرقية والدينية.

### النزاعات على الأراضي
يمكن فهم النزاعات بين المزارعين والرعاة على أنها مشكلة في الوصول إلى الأرض. شهدت بداية القرن الحادي والعشرين توسعًا في السكان الزراعيين وأراضيهم المزروعة على حساب المراعي في الحزام الأوسط. في منطقة غير مستقرة سياسيًا بالفعل، لم يكن من الممكن دائمًا التأكد من ملكية قانونية للأرض لكل مزارع. نتيجة لذلك لم تعد طرق انتقال الرعاة متاحة خاصة في سياق الاحتباس الحراري.

### الأزمة المناخية
أدت الظروف البيئية المتدهورة والتصحر وتدهور التربة، إلى قيام رعاة الفولاني من شمال نيجيريا بتغيير طرق الترحيل. أصبح الوصول إلى المراعي ونقاط الري في الحزام الأوسط ضروريًا للرعاة المسافرين من شمال البلاد. غالبًا ما يُفترض أن تغير المناخ هو المحرك للنزاع، لكن دراسة حديثة تشير إلى أن تغير المناخ لا يتسبب تلقائيًا في الصراع، لكنه غير نمط هجرة الرعاة. المناطق المعرضة لتغير المناخ (المناطق الشمالية) تعاني من صراع أقل بين المزارعين والرعاة وأقل حدة القتال بين المزارعين والرعاة. يُقال أن فروق الهوية بين مجموعات الزراعة والرعي بحاجة إلى النظر إليها في تفسير آلية العلاقة بين تغير المناخ والصراع بين المزارعين والرعاة.

### صراعات جوس وكادونا
تدور صراعات المزارعين والرعاة في مناطق كانت غير مستقرة منذ العقد الأول من القرن الحادي والعشرين. كانت النزاعات الحضرية في جوس وكادونا عنيفة بشكل خاص، وعلى الرغم من الاشتباكات العنيفة مع السلطات لم تتم معالجة أسبابها سياسيًا على الإطلاق. ربما لم يتم التعامل مع النزاعات بشكل كافٍ لأن السلطات التقليدية لم تقم بدورها في مستوطنات الحقبة الاستعمارية.

## حل الأزمة
كانت الحكومة النيجيرية غير راغبة في معالجة أسباب الأزمة. في محاربة بوكو حرام في الشمال الشرقي ومواجهة مستويات متصاعدة من العنف في مناطق مختلفة من البلاد، حاولت الحكومة مع ذلك تنفيذ بعض الإجراءات.
منذ عام 2012 كانت هناك مشاريع لإنشاء ممرات الترحال عبر الحزام الأوسط. وبدعم من المشرعين الشماليين في الغالب ومعارضة من نظرائهم الجنوبيين نادرًا ما كانت هذه المساعي ناجحة.
في عام 2019 حاول الرئيس محمد بخاري إنشاء مستوطنات في مناطق الرعي الريفية. قوبل اقتراحه بانتقادات شديدة. في 17 مايو 2021 أصدر 17 حاكمًا جنوبيًا في نيجيريا إعلان أسابا الذي يهدف إلى حل الأزمة.